# Gettjärn
För sjöar med samma eller snarlika namn, se: Gettjärnen
Gettjärn (förr stavat Getkärn) är en småort i Sunne socken i Sunne kommun. Gettjärn ligger mitt emellan Sunne och Uddheden, cirka en mil från Sunne. 
Ett antal av gårdarna har mark ner till sjön Rottnen.

## Historia
I gamla tider var orten förhållandevis isolerad utmed en smal väg mellan Sunne och Gräsmark. Genom utdikning utökades åkerarealen betydligt under 1800-talet.
En uppskattning ger vid handen att det fanns 43 gårdar på 1930-talet inklusive Boberg och Bräcka. År 2017 finns endast 5 gårdar med nötdjur. Ingen gård har mjölkkor detta år.
På femtiotalet bestämde sig bygdens befolkning för att man vill ha belysning längs landsvägen genom byn. För att delvis finansiera detta anordnades s.k. Lysfester i Gettjärns skola. Då spelades teater, såldes lotter (kallades för "åror") och kaffe. Starkt drivande i denna verksamhet var Wille Larsson känd lärare i Gettjärns skola.

### Befolkningsutveckling
| Befolkningsutvecklingen | Befolkningsutvecklingen | Befolkningsutvecklingen | Befolkningsutvecklingen | Befolkningsutvecklingen |
| ----------------------- | ----------------------- | ----------------------- | ----------------------- | ----------------------- |
|                         |                         |                         |                         |                         |
| År                      |                         |                         | Invånare                |                         |
| 1995                    | 1995                    |                         | 53                      | 53                      |
| 2000                    | 2000                    |                         | 61                      | 61                      |
| 2005                    | 2005                    |                         | 67                      | 67                      |
| 2010                    | 2010                    |                         | 56                      | 56                      |
| 2015                    | 2015                    |                         | 74                      | 74                      |
| Källa:                  |                         |                         |                         |                         |